# آثار الحكيم
آثار الحكيم (18 مايو 1958 -)، ممثلة مصرية.

## عن حياتها
حصلت على ليسانس آداب قسم اللغة الإنجليزية من جامعة عين شمس، عملت في العلاقات العامة بأحد الفنادق، أول من اكتشفها هو الفنان سمير غانم، وقام بإرسالها للمنتج رياض العريان الذي تعاقد معها بعقد احتكار لمدة 5 سنوات، وأسند لها دور البطولة في مسلسل «بلا عتاب» عام 1976 أمام الفنان يوسف شعبان، بينما كان أول أدوارها السينمائية من خلال فيلم «الملاعين» عام 1979 بدأت في التلفزيون حيث قدمت كثير من المسلسلات والسهرات التلفزيونية، بدأت مشوارها الفني عام 1976 واستمرت حتى حصلت على شهرتها كنجمة سينمائية في أواخر ثمانيات القرن العشرين. ومن أهم أفلامها «زيارة سرية» عام 1981 أمام الفنان صلاح ذو الفقار و«الحب فوق هضبة الهرم» عام 1986 أمام الفنان أحمد زكي و«النمر والأنثي» عام 1987 أمام الفنان عادل إمام.

## زواجها
تزوجت من محمود مجدي جودت وأنجبا عمرو وعلي وعبد الرحمن، ولكنهما انفصلا في مارس 1999؛ ثم تزوجت من الإعلامي ياسر كمال خليل .

## جوائز
حصلت على عدة جوائز وأوسمة خلال مشوارها الفني حيث حصلت على جائزة من جمعية الإذاعة والتليفزيون الدولية العربية عن - مسلسل أبنائي الأعزاء شكراً - وجائزة ورق البردي في التمثيل من وزارة الثقافة، كما تم تكريمها في الإسماعيلية عام 2001م .

## أعمالها

### الأفلام
- 1979: قاتل ما قتلش حد
- 1979: الملاعين
- 1980: الإخوة الغرباء
- 1981: طائر على الطريق
- 1981: علاقة خطرة
- 1981: زيارة سرية
- 1981: أنا لا أكذب و لكني أتجمل
- 1982: من يطفئ النار
- 1982: الدباح
- 1983: مملكة الهلوسة
- 1983: أيوب
- 1984: فقراء لا يدخلون الجنة
- 1984: الثعلب والعنب
- 1985: ملائكة الشوارع
- 1985: مقص عم قنديل
- 1985: الكف
- 1985: الحلال يكسب
- 1986: فقراء ولكن سعداء
- 1986: أنغام
- 1986: المشهد الأخير
- 1986: الحب فوق هضبة الهرم
- 1987: قاهر الزمن
- 1987: النمر والأنثى
- 1987: الرجل الصعيدي
- 1988: طير في السما
- 1988: بطل من ورق
- 1989: كراكيب
- 1990: عشش الترجمان
- 1990: اللعبة الأخيرة
- 1991: قانون إيكا
- 1991: لعبة الأشرار
- 1991: شاويش نص الليل
- 1991: المشاغبات والكابتن
- 1991: البحث عن سيد مرزوق
- 1992: شياطين الشرطة
- 1993: مطاردة في الممنوع
- 1994: الحقيقة اسمها سالم
- 1995: إحنا ولاد النهاردة
- 1997: إثر حادث أليم
- 1998: أشغال شاقة
- 2000: حبيبتي من تكون
- 2001: عنبر والألوان

### المسلسلات
- 1976: بلا عتاب
- 1977: لا شيءيهم
- 1979: الرجل الذي أحبه
- 1979: أبنائي الأعزاء..شكراً
- 1980: صيام صيام
- 1983: حتى لا يختنق الحب
- 1986: سفر الأحلام
- 1986: الحب وأشياء أخرى
- 1987: الزنكلوني
- 1989: ليالي الحلمية (ج2)
- 1990: ليالي الحلمية (ج3)
- 1990: قابيل وقابيل
- 1991: وداعا يا ربيع العمر
- 1994: قلبي ليس في جيبي
- 1994: الف ليلة وليلة
- 1996: ترويض الشرسة
- 1997: زيزينيا (ج1)
- 1997: حكاية بلا بداية ولا نهاية
- 1998: نحن لا نزرع الشوك
- 1998: أمر إزالة
- 2000: الفرار من الحب
- 2004: فريسكا
- 2005: قناديل البحر
- 2006: الحب بعد المداولة
- 2009: الوتر المشدود

### السهرات التلفزيونية
- هو وهو
- لا يولد الحب غريبًا
- الكنّة "زوجة الابن"
- الخطة 666
- 1981: أم مثالية
- 1988: الحقيقة
- 1993: قطرات ندى
- 1994: القلب الحائر
- 1995: وعادت زوجتي

### المسلسلات الإذاعية
- 1979: لم نعد جواري لكم
- 1992: لسان العصفور
- 1999: الناجح يرفع إيده

## روابط خارجية
- آثار الحكيم على موقع IMDb (الإنجليزية)
- آثار الحكيم على موقع الدهليز
- آثار الحكيم على موقع قاعدة بيانات الأفلام العربية
- آثار الحكيم على موقع قاعدة بيانات الفيلم (الإنجليزية)
- آثار الحكيم على موقع كينوبويسك (الروسية)